# تپه محمودآباد
تپه محمودآباد در شهرستان سقز، بخش زیویه، روستای میر آباد واقع شده و این اثر در تاریخ ۲۵ اسفند ۱۳۸۰ با شمارهٔ ثبت ۵۱۰۹ به‌عنوان یکی از آثار ملی ایران به ثبت رسیده است.